# Emphasis/Who Wants to Live Forever
Emphasis/Who Wants to Live Forever – singel grupy After Forever, wydany w 2002 roku. Na singlu można również usłyszeć gościnny występ Damiana Wilsona z zespołu Threshold.

## Lista utworów
1. "Emphasis" - 4:18
2. "Who Wants to Live Forever (cover Queen)" - 4:46
3. "Imperfect Tenses" - 4:08
4. "Intrinsic" - 6:53

## Twórcy
- Floor Jansen - wokal
- Mark Jansen - gitara, growl
- Sander Gommans - gitara
- Luuk van Gerven - gitara basowa
- Lando van Gils - keyboard
- Andre Borgman - perkusja
- Damian Wilson - wokal w "Who Wants to Live Forever" i "Imperfect Tenses"
- Arjen Anthony Lucassen - Solo gitarowe w "Who Wants to Live Forever"